# Цвігун Іван
Цвігун Іван (псевдо: «Довбуш», «Кармелюк»; 1920(?), Буданів, Теребовлянський район, Тернопільська область — 26 вересня 1946) — лицар Золотого хреста бойової заслуги УПА 2 класу.

## Життєпис
Командир боївки Буданівського районного проводу ОУН. Відзначений Золотим хрестом бойової заслуги 2 класу (6.06.1948).
Загинув 26 вересня 1946 року.